# Distretto del Kannada Settentrionale
Il distretto del Kannada Settentrionale è un distretto del Karnataka, in India, di 1 353 299 abitanti. È situato nella divisione di Belgaum e il suo capoluogo è Karwar.

## Altri progetti

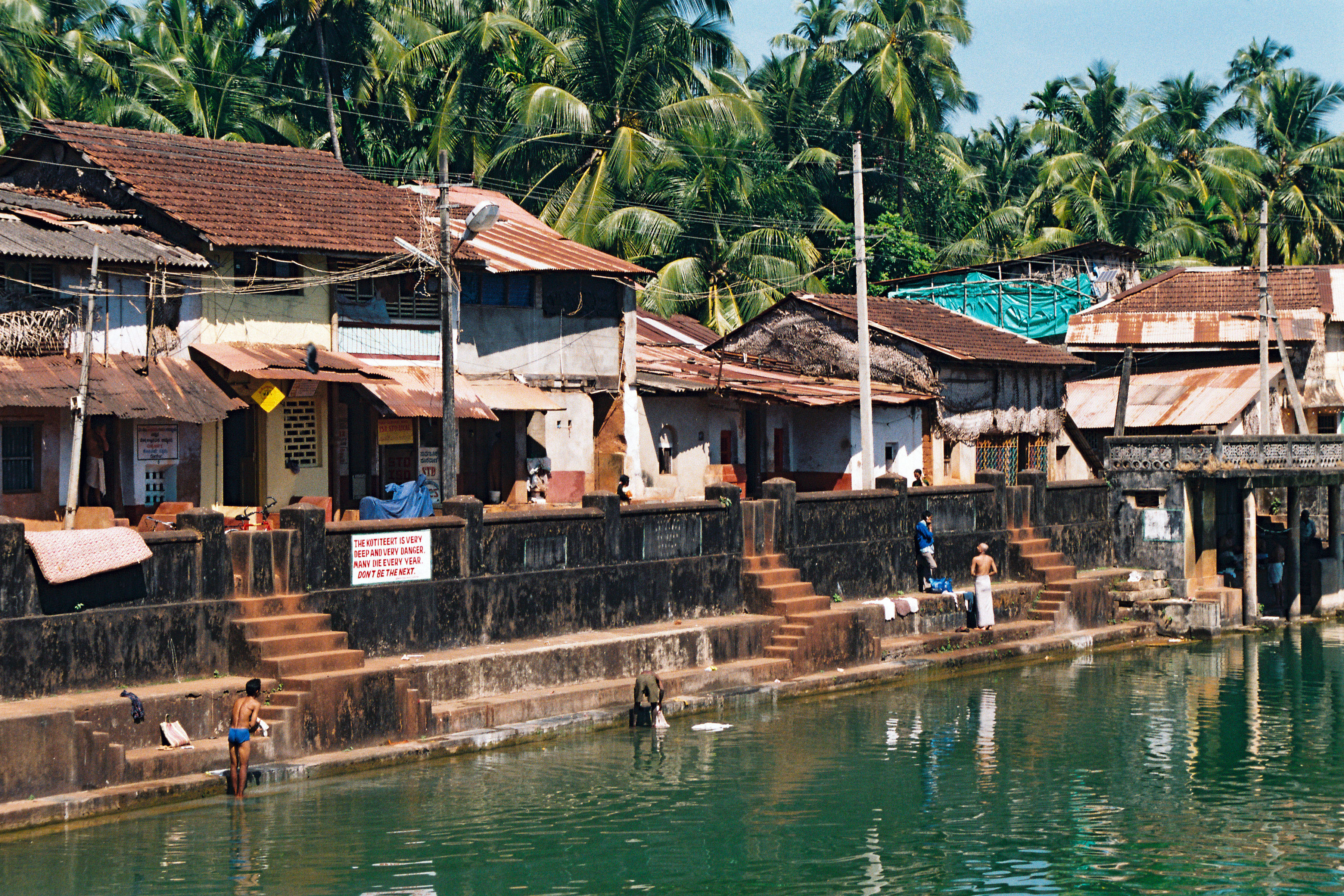
Bagni pubblici nel centro di Gokarna